# Siarhiej Astapczuk
Siarhiej Iharawicz Astapczuk, biał. Сяргей Ігаравіч Астапчук, ros. Сергей Игоревич Остапчук – Siergiej Igoriewicz Ostapczuk (ur. 19 marca 1990 w Nowopołocku, zm. 7 września 2011 w Jarosławiu) – białorusko-rosyjski hokeista.

## Kariera klubowa
- Łokomotiw Jarosław 2 (2006–2008)
- Łokomotiw Jarosław (2007–2011)
- Rouyn-Noranda Huskies (2008–2010)
- Łokomotiw Jarosław (2009–2011)
  -  Łoko Jarosław (2009–2011)

Wychowanek białoruskiego klubu Chimik-SKA Nowopołock. Od 2006 związany z rosyjską drużyną Łokomotiw Jarosław. W sezonie 2008/09 i 2009/10 występował w drużynie Huskies de Rouyn-Noranda (juniorskiej rozgrywki LHJMQ), gdzie w sezonie 2008/09 został wybrany do drużyny najlepszych pierwszoroczniaków. Od 2009 występował także w juniorskiej drużynie Łoko Jarosław w ramach rozgrywek Mołodiożnaja Chokkiejnaja Liga.
Występował w juniorskich reprezentacji Rosji do lat 18 i 19.
Zginął 7 września 2011 w katastrofie samolotu pasażerskiego Jak-42D w pobliżu Jarosławia. Wraz z drużyną leciał do Mińska na inauguracyjny mecz ligi KHL sezonu 2011/12 z Dynama Mińsk.
Został pochowany na Cmentarzu Kalwaryjskim w Mińsku.

## Sukcesy
Klubowe
- Srebrny medal Mistrzostw Rosji: 2008
- Brązowy medal Mistrzostw Rosji: 2011

Indywidualne
- Sezon QMJHL 2008/2009:
  - Skład gwiazd pierwszoroczniaków QMJHL